# Попов, Юрий Борисович
Юрий Борисович Попов (12 мая 1951, Ростов-на-Дону) — российский театральный режиссёр

, театральный педагог.

## Биография
Родился в Ростове-на-Дону 12 мая 1951 года.
Учась в школе, поступил в студию пантомимы во Дворце культуры строителей, которой руководил Геннадий Тростянецкий. В студии Тростянецкого познакомился с Анатолием Васильевым, студентом химфака РГУ, увлекавшимся театром.
Окончил геолого-географический факультет Ростовского государственного университета.
В 1969—1978 годах руководил театром пантомимы в Ростове-на-Дону, где были поставлены спектакли «Per aspera ad astra» (1972), «Зову живущих!» (импровизация на тему Второй симфонии Шостаковича, 1973), «Колонна», «Прометей Прикованный», «Разрушение стереотипов», «Ромео и Джульетта» (1976), «Суламифь», «Бунт манекенов», «Пер Гюнт».
В 1983 году окончил режиссёрское отделение театрального училища им. Б. Щукина. Свой дипломный спектакль ставил в Вильнюсе, на сцене Русского драматического театра Литвы.
С 1983 года — режиссёр Русского драматического театра Литвы. С 1994 по 2004 год — режиссёр вильнюсского шоу-театра «POP-OFF SHOW». Поставил около 100 спектаклей: «Дракон» Е. Шварца, «Смех лангусты» Д. Марелла, «Дорогая Памелла» Д. Патрика, «Кин IV» Г. Горина, и др., а также спектакли в других театрах Литвы, Финляндии, России — в Москве, Ростове-на-Дону, Томске,Тамбове, Ставрополе и др.
С 2017 года преподаёт уроки театрала в вильнюсской гимназии «Сантарос».
Живёт и работает в Вильнюсе.

## Спектакли
- 1972 — «Per aspera ad astra». Студия пантомимы Юрия Попова, Ростов-на-Дону.[2]
- 1973 — «Зову живущих!» (импровизация на тему второй симфонии Шостаковича). Студия пантомимы Юрия Попова, Ростов-на-Дону.[2]
- 1971-78 — «Колонна», «Ритмы». «Разрушение стереотипа», «Бунт манекенов», «Зову живущих», «Ромео и Джульетта», «Пер Гюнт».[2]
- 1974 — «Беда от нежного сердца», В. Соллогуб. Театр юного зрителя, Ростов-на-Дону.
- 1978 — «Пер Гюнт», Г. Ибсен. Театр юного зрителя, Ростов-на-Дону.[2]
- 1979 — «Конец Казановы», М. Цветаева. Областной драматический театр, Москва.
- 1982 — «451 по Фаренгейту», Р. Бредбери. Театр юного зрителя, Ростов-на-Дону.
- 1983 — «Чинарский манифест», А. Чхаидзе.
- 1983 — «Два клёна», Е. Шварц. Русский драматический театр Литвы, Вильнюс.[3]
- 1984 — «Автобус», С. Стратиев. Русский драматический театр Литвы, Вильнюс.[3]
- 1984 — «Дракон», Е. Шварц. Русский драматический театр Литвы, Вильнюс.[3]
- 1985 — «Зинуля», А. Гельман. Русский драматический театр Литвы, Вильнюс.
- 1986 — «Тамада», А. Галин. Русский драматический театр Литвы, Вильнюс.
- 1986 — «Белоснежка и семь гномов». Русский драматический театр Литвы, Вильнюс.
- 1986 — «Ненормальная Коптяева», А. Гельман. Томск.
- 1987 — «Смех лангусты», Д. Маррел. Русский драматический театр Литвы, Вильнюс.
- 1988 — «Долгое путешествие в ночь», Ю. О’Нил. Русский драматический театр Литвы, Вильнюс.
- 1988 — «Журавлиное перышко», Д. Киносито. Русский драматический театр Литвы, Вильнюс.
- 1989 — «Лакейские игры», Э. Брагинский. Русский драматический театр Литвы, Вильнюс.
- 1989 — «Алиса в стране чудес», Л. Кэррол. Русский драматический театр Литвы, Вильнюс.
- 1990 — «БОСХ». Театр пластики и хореографии «Эрос», Вильнюс.
- 1992 — «Золушка», Е. Шварц.
- 1992 — «Сады земных желаний». Театр старого города, Вильнюс.
- 1993 — «Соломея», О. Уайльд.
- 1993 — «Кот в сапогах», С. Прокофьев, Г. Сапгир.
- 1995 — «Мадмуазель, немедленно одевайтесь!» (Блез), К. Манье.
- 1995 — «Дорогая Памелла», Д. Патрик. Русский драматический театр Литвы, Вильнюс.
- 1996 — «Аленький цветочек», С. Аксаков.
- 1997 ---  Буря, В. Шекспир. Тампере, Финляндия
- 1998 — «Жорж Данден», Мольер.
- 1998 — «Кин IV», Г. Горин. Ростов-на-Дону.
- 1999 — «Пеппи длинный чулок», А. Линдгрен.
- 1999 — «Сады земных желаний», А. Камю, Г. Светоний.
- 2000 — «Вниз с горы Морган», А.Миллер.
- 2001 — «Приключения Буратино», А. Толстой.
- 2001 — «Сокровища капитана Флинта», Р. Стивенсон.
- 2003 — «Ворон» К. Гоцци.
- 2004 — «Малыш и Карлсон», А. Линдгрен.
- 2008 — «Лайф-Лайф», Г. Нагорный. Русский драматический театр Литвы, Вильнюс.[4]
- 2008 — «Калигула», А. Камю. Тамбовский драматический театр, Тамбов.
- 2009 — «Загадай желание», Ю. Щуцкий, Ю. Попов.
- 2009 — «Фауст», И. В. Гёте. Московский драматический театр на Перовской, Москва.
- 2010 — «Лайф-Лайф», Г. Нагорный. Ставропольский театр драмы, Ставрополь.[1][5][6]
- 2014 ---  " Литуаника" . Саулис Шальтянис. Русский драматический театр Литвы, Вильнюс
- 2017 ---  "Париж создан для любви " Клод Манье (Блез) «Донской театр драмы и комедии им. В.Ф. Комиссаржевской» г. Новочеркасск.
- 2006-2021 ---Современный театральный центр (Вильнюс)
- Детский театр танца "Angel Project" - Муха-Цокотуха.Раз,Два,Три,Елочка гори,Али-Баба и сорок снегурочек,Невероятный иллюзион, Моя Вообразилия, Чаплиниада,Картонное сердце,Прощай Овраг,Алиса в стране чудес.Синяя птица.

## Известные ученики
- Рыгалов, Геннадий Викторович (1957—2014) — российский мим, актёр, педагог, создатель и руководитель ростовского театра пантомимы «Пластилиновый кот»[7].
- Ваганов, Игорь Александрович (1959) — российский медиа-художник, культуролог, продюсер, рок-журналист, организатор и участник множества медиа и арт-проектов в России и за рубежом.[8]
- Александр Викторович Тютин (род. 25 ноября 1962) — советский и российский актёр театра и кино, театральный режиссёр.